# 1739 en France
Chronologie de la France
- 1735
- 1736
- 1737
- 1738
- 1739
- 1740
- 1741
- 1742
- 1743

Cette page concerne l’année 1739 du calendrier grégorien.

## Événements
- 14-18 janvier : très forte tempête Hilaire-Prisca[1], comparable à celles de 1999. Signalée en Écosse le 13 janvier, elle atteint la Normandie le 14 janvier en fin de journée pour toucher l’est de la France le 16 janvier et la Suisse le 18 janvier. Elle fait d’énormes dégâts sur les forêts, emporte les toitures et détruit des maisons, mais fait peu de victimes humaines[2].
- 26 janvier : grand bal donné par le roi dans le salon d’Hercule à Versailles[3].

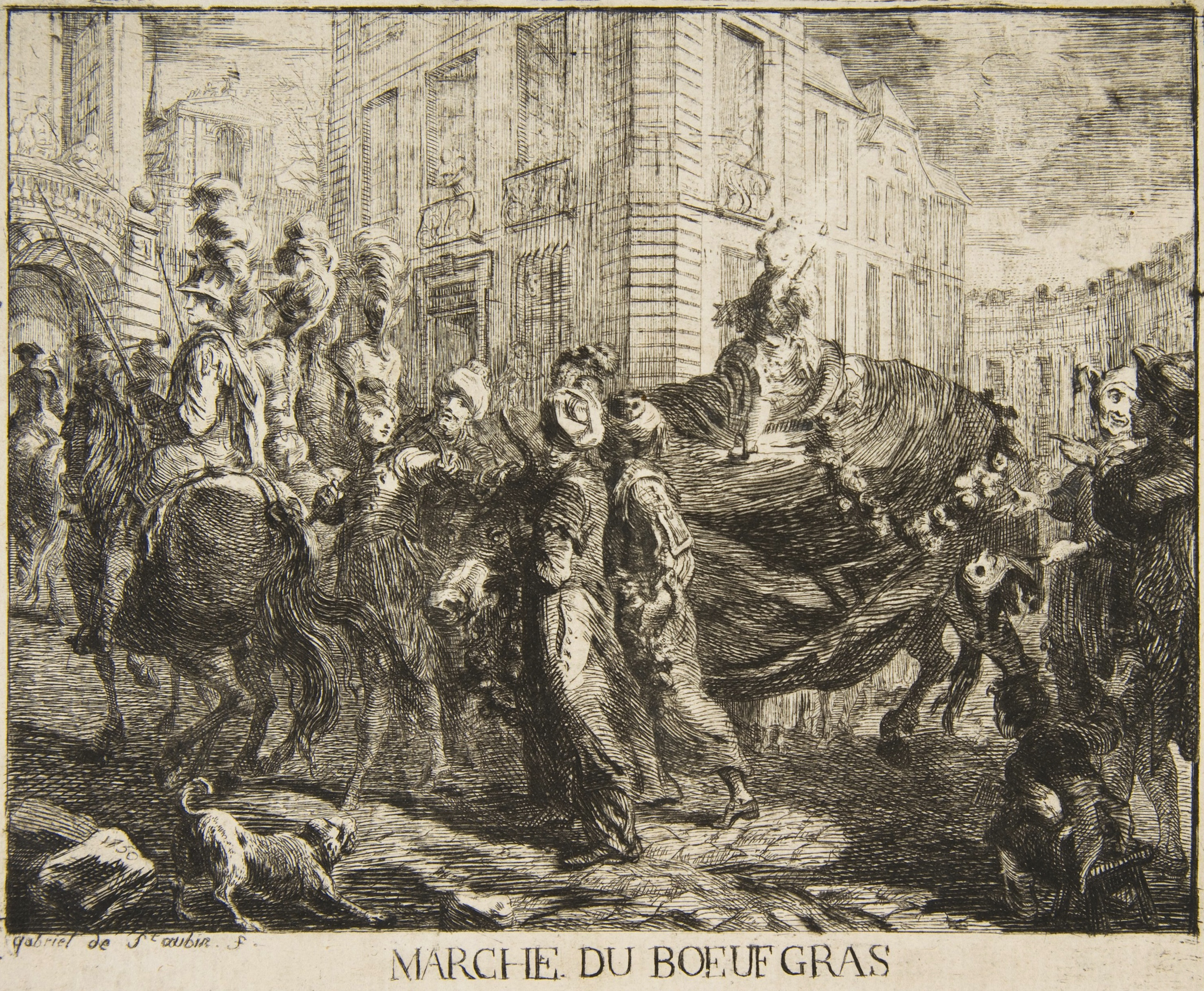
Marche du bœuf gras, gravure de Gabriel de Saint-Aubin, 1750.

- 4-5 février : fête parisienne du Bœuf Gras, dont le Mercure de France donne la première description connue[4]. Celle-ci apparaît déjà traditionnelle et prendra une ampleur gigantesque au siècle suivant, devenant, de facto, la Fête de Paris dans le cadre du Carnaval de Paris.
- 21 février : le marquis de la Mina[5] présente au roi et au dauphin le collier de la Toison d’or de la part du roi d’Espagne Philippe V[3].
- 21 mars : le marquis de Maillebois prend le commandement de l’expédition française en Corse, envoyé l’année précédente à la demande de Gênes contre le prétendu roi Théodore Ier, qui est chassé (1740). Il prend Bastia le 15 avril[6].
- 28 mars : Louis XV déclare qu’il ne fera pas ses pâques. Le roi, époux infidèle et chrétien scrupuleux, se voit interdire de communion par son confesseur, le père de Linières : il ne touche ni ne touchera plus les écrouelles, ce qui affecte durablement le symbole monarchique[7].

- 6 ou 7 juillet : le marquis de Maillebois obtient la reddition des insurgés corses. Exil à Naples de Hyacinthe et Pascal Paoli[8].
- 13 août : Bourgeois de Boynes devient conseiller au parlement de Paris[9].

- 26 août : mariage par procuration d’Élisabeth, fille aînée de Louis XV, et de l’infant Philippe d’Espagne[3].
- Août : édit de Louis XV, portant établissement d’une loterie royale pour procurer l’extinction de partie des capitaux des rentes sur l’hôtel de ville de Paris, au capital de 21 millions[10].
- 27 septembre : Pauline de Mailly, sœur de Louise, devenue la nouvelle maîtresse de Louis XV, enceinte du roi, épouse le comte de Vintimille[11].

- Octobre : début d’un hiver très rigoureux qui durera jusqu’en mars 1740[12]. On compte 75 jours de gel à Paris, dont 22 consécutifs.
- 25 octobre : Louise Elisabeth de France, fille du roi, épouse Philippe, fils de Philippe V d’Espagne, futur duc de Parme à Alcalá  (mariage par procuration le 26 août)[13].
- 14 novembre : Jean-Joseph de Fogasses d’Entrechaux de La Bastie est nommé évêque de Saint-Malo. Il le reste jusqu’à sa mort en 1767[14].

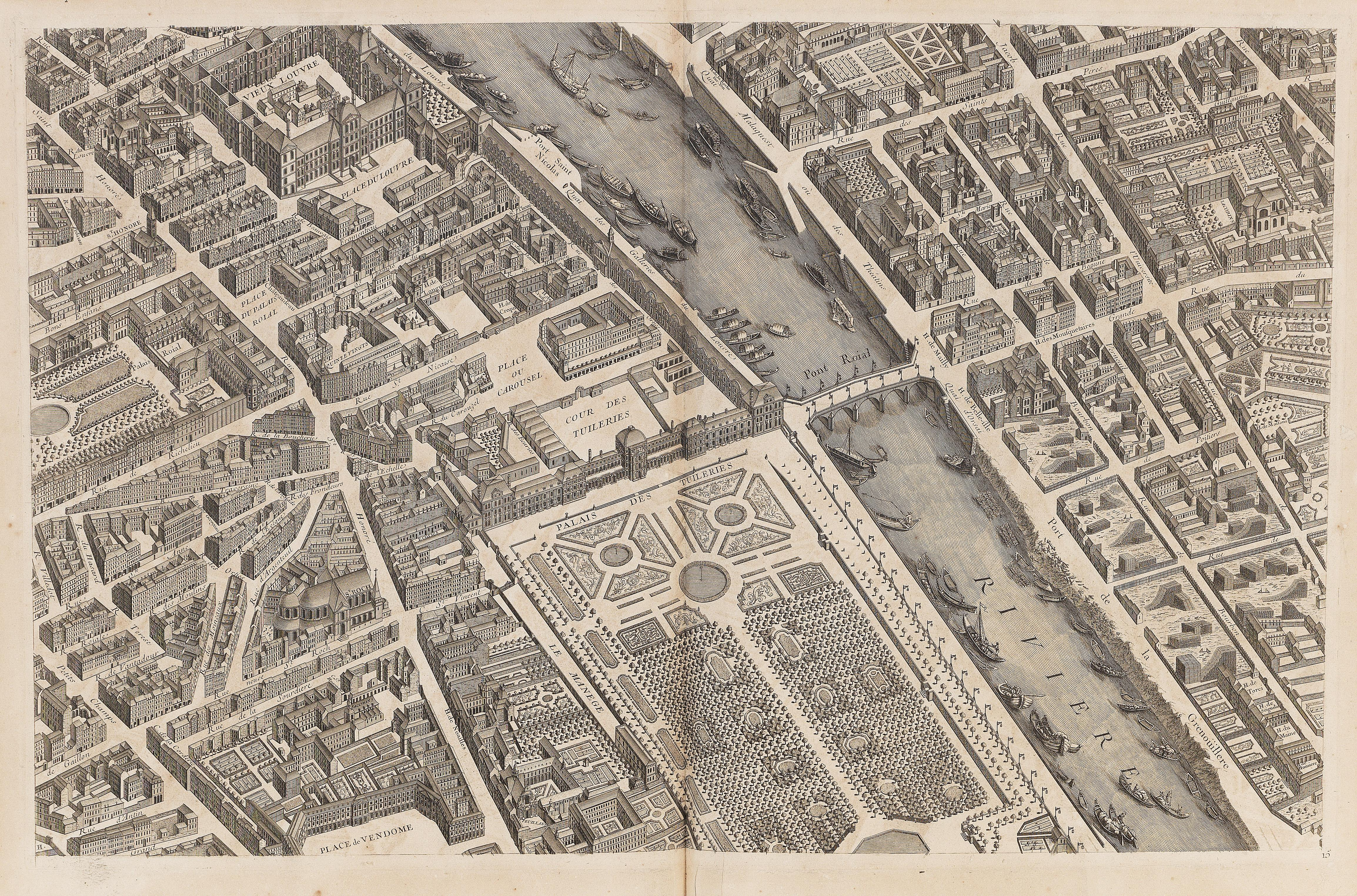
Planche 15 du plan de Turgot.

- 15 décembre : le plan de Turgot, gravé par Louis Bretez, est réceptionné à la mairie de Paris[15].
- 21 décembre : traite de commerce et de navigation conclu à Versailles entre le roi et les états généraux des Provinces-Unies[3].

- Philibert Orry parvient à équilibrer le budget de l’État en 1739 et 1740[16].